# F チョッパー KOGA
F チョッパー KOGA（エフ チョッパー コガ、1986年12月22日 - ）は、日本のミュージシャン。ガールズバンド、Gacharic Spinのベーシスト兼バンドリーダー。
2002年に古賀美智子（こがみちこ）名義でタレント、グラビアアイドルとしてデビュー。日本芸術高等学園卒業。

## 略歴
2002年グラビアアイドルとしてデビュー。プチエンジェル第2期（2002年度）のメンバーに選出。同じ所属事務所のMAYUと共に、バンドTHE PINK☆PANDAを結成。ミュージシャンとしての活動をスタート。多い時には年間100本にも及ぶツアーを行った。THE PINK☆PANDA在籍中にバンド「平安」を結成。メンバーはこがまろ（F チョッパー KOGA）、はなまる（はな/Gacharic Spin）、フローレンス朝倉（かおりん/CANDY TRIP）、シーサー（RINA/BLiSTAR）、SHOWNの5人。2005年には「平安女子」（SHOWNを除く4人で構成）のバンド名でTEENS' MUSIC FESTIVALにエントリーするが、関東甲信越大会セミファイナルで敗退。ラストライブを収録したDVD「平安時代終焉」を発売、2006年1月25日に解散。2008年4月29日にSHOW-YAが主宰する女性ミュージシャンのイベントNAONのYAONにTHE PINK☆PANDAで出演。メジャー・デビューのために、2008年11月でインディーズにおけるTHE PINK☆PANDA名義活動終了。2009年3月3日にTHE PINK☆PANDA脱退の旨を発表。同年6月にバンド「Gacharic Spin」を結成。

## バンド
- THE PINK☆PANDA（2002年 - 2009年）
- 平安（2004年 - 2006年）
- Gacharic Spin（2009年 - ）

## 書籍
- ゼッタイ弾ける!スラップ・ベース超入門（2010年、アトス・インターナショナル） ISBN 978-4-904741-22-1
- スラップ・ベース楽ちん☆フレーズ集（2011年、アトス・インターナショナル） ISBN 978-4-904741-62-7

## 人物
- 趣味：犬（スク）の散歩、特技：どこでも寝れる事。
- 好きな食べ物：パン、嫌いな食べ物：貝。
- 好きな色：黄色、口癖：「ねぇーねぇー」。
- 子供の頃の夢：客室乗務員。
- 影響を受けたアーティスト：Primus。

## 芸名の由来
Fチョッパーの、チョッパーはスラップ奏法。Fについての意味はフェロモンが足りないと言われFと付けたが、フェロモンのスペルはPから始まる事に後から気付くがFのまま現在に至る。

## 作品（グラビアアイドル時代）

### イメージビデオ・DVD
- プチエンジェル 古賀美智子（2002年、バップ）
- 不思議の国のプチみ（2002年、バップ）
- ぷにゅぷに（2004年、オマタ）
- QUTIE PISTOLS（2005年、ジーオーティー）

### 写真集
- あれ?（2002年、ぶんか社） ISBN 4821124114 撮影：SHOWN
- ぷるんぷるん（2002年、ワニマガジン社） ISBN 4898298672 撮影：渡辺達生
- 不思議なピーチパイ（2004年、ぶんか社） ISBN 4821126028 撮影：SHOWN

## 出演

### テレビドラマ
- キッズ・ウォー3（2001年）

### バラエティ・その他
- グラビアの美少女（MONDO21）
- CSテレビ「フィギュアの王国」大人の趣味と生活向上◆アクトオンTV
- 水着少女(2004年)

### ラジオ
- SOUND GARAGE UNIVERSE（J-WAVE、2016年4月1日 - 2017年3月31日）ナビゲーター